# Avery Brundage
Avery Brundage, född 28 september 1887 i Detroit, Michigan, USA, död 8 maj 1975 i Garmisch-Partenkirchen, Bayern, Västtyskland, var en amerikansk idrottsledare som tjänstgjorde som ordförande i Internationella Olympiska Kommittén (IOK) 1952–1972.
Avery Brundage deltog i Olympiska spelen 1912 i Stockholm. Brundage blev under sin tid som IOK-ordförande känd för sin stora ovilja att kompromissa i den infekterade frågan om amatörstatusen i Olympiska spelen.